# Incanotus inca
Incanotus inca är en insektsart som först beskrevs av Henri Saussure och Francois Jules Pictet de la Rive 1898.  Incanotus inca ingår i släktet Incanotus och familjen vårtbitare. Inga underarter finns listade i Catalogue of Life.